# Uniwersytet w Peczu
Uniwersytet w Peczu (węg. Pécsi Tudományegyetem) – najstarszy i jednocześnie najmłodszy uniwersytet na Węgrzech. Założony w Peczu przez Ludwika Węgierskiego w 1367, pierwotnie jako studium generale, w XV w. został rozdzielony na dwie odrębne uczelnie. 1 stycznia 2000 połączono go z Uniwersytetem Jana Pannoniusa i kilkoma innymi placówkami, w wyniku czego powstała nowa uczelnia (stąd najmłodszy uniwersytet), która skupia obecnie 10 wydziałów. Jednym z jej absolwentów jest były premier Węgier Ferenc Gyurcsány.